# Música de cámara (Joyce)
Música de cámara es el nombre del primer libro de poesía del escritor irlandés James Joyce. Su título original en inglés es Chamber Music. El título es un retruécano, refiriéndose a la música de la orina cayendo en un orinal (chamber pot), así como a la música de cámara, un tipo de música clásica para pequeños conjuntos.

## Historia
La primera edición fue publicada en mayo de 1907 por Elkin Matthews. El libro consta de 36 poemas. Son poemas de amor escritos, los primeros en Dublín y los últimos en París. No tuvieron buena acogida hasta que en 1913, Ezra Pound publicó una profunda crítica:

La calidad y claridad de Música de cámara se debe principalmente al estricto entrenamiento musical de su autor. El léxico es isabelino, pero no he podido hallar un poema que no pertenezca enteramente a Joyce, a pesar de los aparentes esfuerzos por despojarse de la originalidad.

Además del uso de un ritmo poco común, Joyce practicó en estos poemas muy musicales el uso del neologismo.

## Fragmento
Oigo un ejército acometiendo la tierra

y el trueno de caballos encabritándose

la espuma alrededor de sus rodillas

...

Llegan sacudiendo en triunfo el largo

pelo verde:saliendo del mar

corren dando voces por la costa.

Corazón mío, entonces, ¿no tienes sabiduría

y por eso te desesperas?. Amor,

amor, amor, ¿por qué sólo me has dejado?